# Palais Grimani de San Luca
Pour les articles homonymes, voir Grimani.
Le palais Grimani de San Luca est un palais de Venise le long du Grand canal à l'embouchure du Rio di San Luca, dans le sestiere de San Polo.

## Historique
Les Grimani sont les membres d’une famille patricienne de Venise, originaire de Vicence et qui descendraient des ducs de Lombardie.
Ils arrivent à Venise vers l'an 900. Une branche de la famille partit s'établir à Constantinople jusqu'à la prise de la ville par les Turcs.

## Description
Grand immeuble de style gothique, construit vers le milieu du XVIe siècle, par Groyamo Grimani, conçu par l’architecte Michele Sunmicli. Après la mort de Senmikali, le bâtiment a été achevé par l’architecte Jan Giacomo de Griggi. 
La famille Grimani a vécu dans le bâtiment jusqu’en 1806.
Le bâtiment est typique des palais de Venise – les chambres du bâtiment sont construites autour d’une cour intérieure, et la façade, face au Grand Canal, est construite dans un style néo-classique typique de la période de sa construction. La façade est décorée de piliers d’ordre corinthien.